# Olof Trätälja
Das Küstenmotorschiff Olof Trätälja ist das älteste noch als solches in Fahrt befindliche maschinengetriebene Frachtschiff der Welt. Es lief 1879 als dampfgetriebenes Frachtschiff bei Thorskog am Göta älv vom Stapel und wurde nach der schwedisch-norwegischen Sagenfigur Olof Trätälja benannt. Das Schiff ist unverändert in Fahrt und seit 2013 ein schwedisches Kulturdenkmal. Die Olof Trätälja ist auch das Schiff, das die meisten Reisen durch den Säfflekanal absolviert hat. Sie ist fünf Jahre jünger als die Juno, das älteste noch in Dienst befindliche Passagierschiff der Welt und sechs Jahre jünger als die Nordlys, der mutmaßlich älteste aktive Segelfrachter der Welt.

## Geschichte
Die Olof Trätälja wurde 1878 auf der Werft von Petter Larsson in Thorskog bei Lilla Edet auf Stapel gelegt. Sie wurde aus Eisen und Bessemer-Stahl gebaut und mit einer vom Schiffbauer angefertigten Verbunddampfmaschine ausgestattet. Das Schiff kam im Jahr darauf als Olof Trätälja für den Reeder Gustav Silvén in Säffle in Fahrt. Seine Abmessungen sind so gewählt, dass die Fahrt durch den Götakanal möglich ist. Ihr Einsatzgebiet waren neben den schwedischen Binnengewässern und der Westküste auch die Nordsee bei Fahrten bis nach England. Es wurde vorwiegend Holz transportiert, vereinzelt wurden aber auch Reisen mit Passagieren unternommen. 1903 erhielt das Schiff einen neuen Dampfkessel.
1908 übernahm der Zellstoffkonzern Billerud einen 50%igen Anteil an der Olof Trätälja und 1913 übernahm Billerud das Schiff ganz. Nach dem Ersten Weltkrieg übernahm Billeruds Generaldirektor Christian Storjohann die Bereederung des Schiffs und behielt sie bis 1947 bei.
1936 wurde das Schiff auf Billeruds Tochterunternehmen Borgviks AB übertragen, das die Bereederung nach 1947 auf Y. Simonson übertrug. Bis in die 1950er Jahre transportierte das Schiff Billerud-Produkte von Säffle nach Göteborg und kehrte mit Stückgut- und Kohle-Rückladungen zurück. 1953 wurde die Olof Trätälja von einer Werft in Karlstad für 150.000 Schwedische Kronen modernisiert, dabei wurde der hintere Mast entfernt und der Schornstein gekürzt, die Dampfmaschine durch einen Vierzylinder-Alpha-Dieselmotor mit einer Leistung von 179 kW ersetzt sowie der Laderaum verlängert. Nach dem Umbau konnte das Schiff mit halbierter Besatzung fahren.
Nach den letzten Reisen im Dezember 1964 verkaufte Billerud das zuletzt von A. Philgren bereederte Schiff 1965 für 140.000 Schwedische Kronen an den Reeder Gustaf Johan Wilhelm Sahlning aus Köpmannebro, der es in Hamnfjord umbenannte. Die Eigner wechselten noch mehrmals, bis es 1969 für 155.000 Schwedische Kronen an Olof Göran Berndtsson in Halsbäck verkauft und in Stigfjord umbenannt wurde. 1972 erwarb Anders Ragnar Gustafsson aus Lidköping das Schiff und gab ihm den Namen Ann. 1972 erhielt das Schiff auch einen neuen Hauptmotor, einen Sechszylinder-Diesel von Volvo-Penta mit 265 PS.
Im Jahr 1977 kaufte Sven Larry Hansson das Schiff für 150.000 Schwedische Kronen und taufte es auf den Namen Sydfart. Er brachte es nach Öland zu seinem neuen Heimathafen Grönhögen in der Gemeinde Mörbylånga. Hansson betrieb die Sydfart zunächst allein, später, als dieser alt genug war, mit seinem Sohn Peter, bis er 2012 starb. Danach wurde die Sydfart von der Eignergesellschaft Ångfartygsaktiebolaget 1879, einem Zusammenschluss mehrerer Personen aus der Schifffahrtsbranche, übernommen und von Kalmar aus eingesetzt, in der Absicht, das Schiff weiterhin in Fahrt zu erhalten. Erlöse gehen nunmehr direkt in die Wartung und den Unterhalt des Schiffes. Seit 2013 ist die Olof Trätälja, damals noch als Sydfart, in Schweden ein eingetragenes Kulturdenkmal. Ihren ursprünglichen Namen erhielt sie wieder im Jahr 2020.

### Havarien
- Am 15. Oktober 2007 entwickelte die Sydfart auf einer Reise von Bålsta nach Slite mit palettierten Betonplatten vor Landsort, südlich von Nynäshamn, eine Schlagseite von 30 bis 35° nach Backbord und setzte einen Notruf ab. Die daraufhin aus Visby entsandten Hubschrauber, ein Lotsenboot und später Fahrzeuge der Küstenwache begleiteten den Havaristen zum Hafen von Södertälje. Die Ursache der Havarie lag in der Verwendung ungeeigneter Paletten, auf denen die Ladung verrutschte.[19][7]
- Nach einer Grundberührung im August 2019 vor Stallarholmen am Mälaren konnte die Sydfart freigeschleppt werden. Schäden wurden keine festgestellt.[20][21]

## Galerie

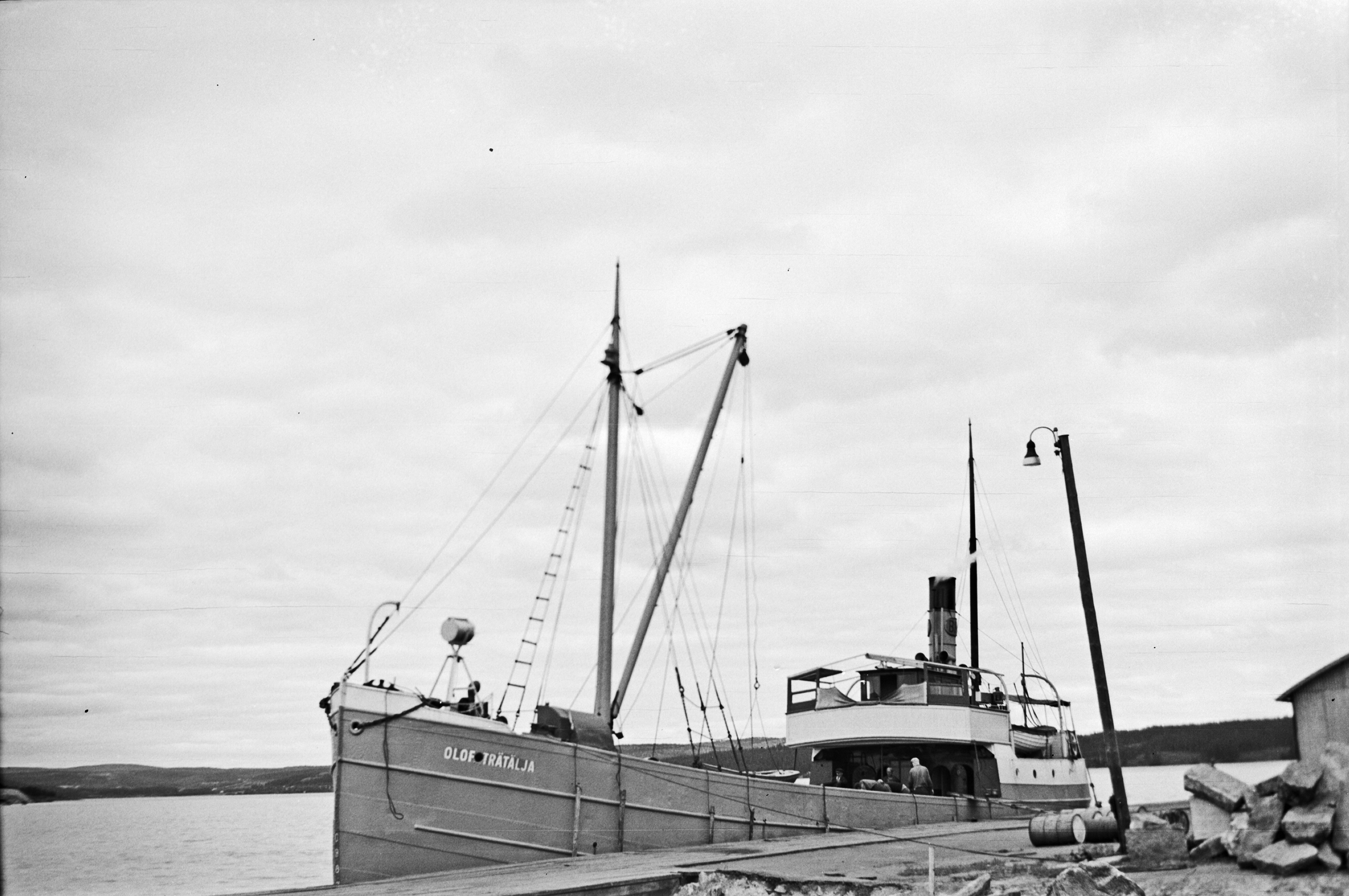
Olof Trätälja (1952)
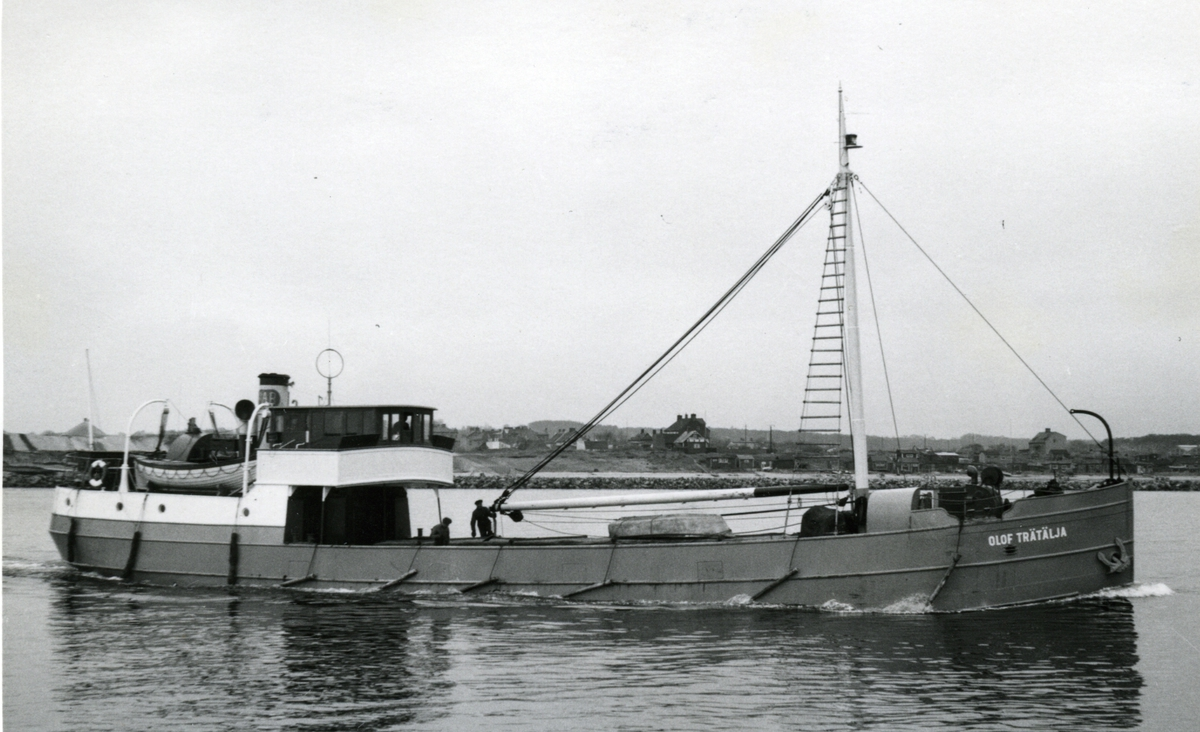
Olof Trätälja (nach 1953)
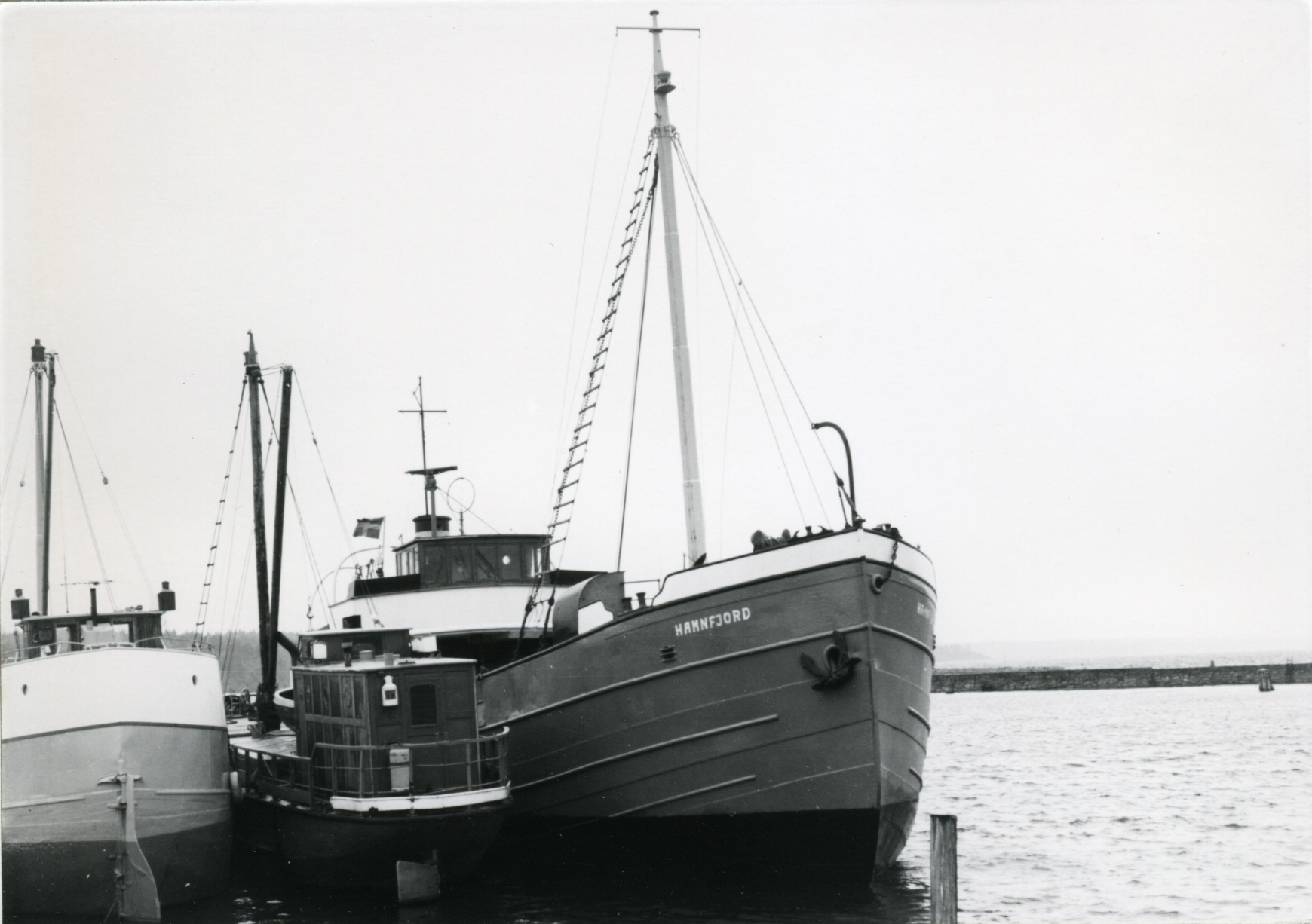
Hamnfjord (1966)
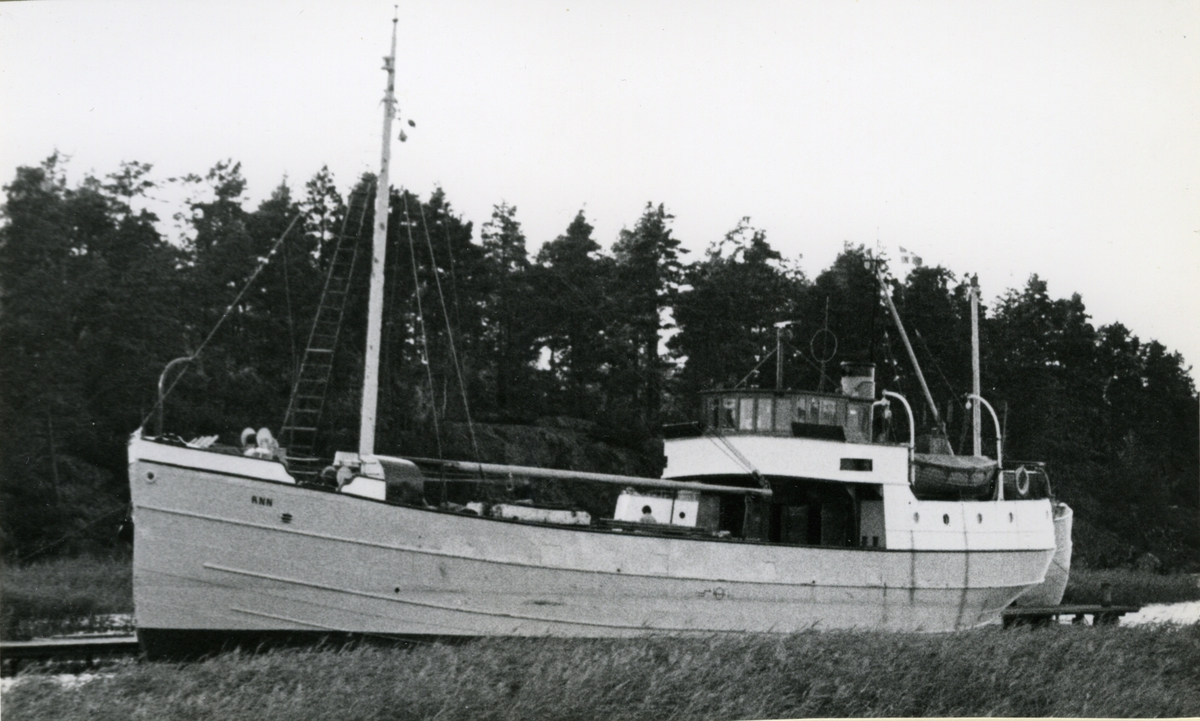
Ann (1972)
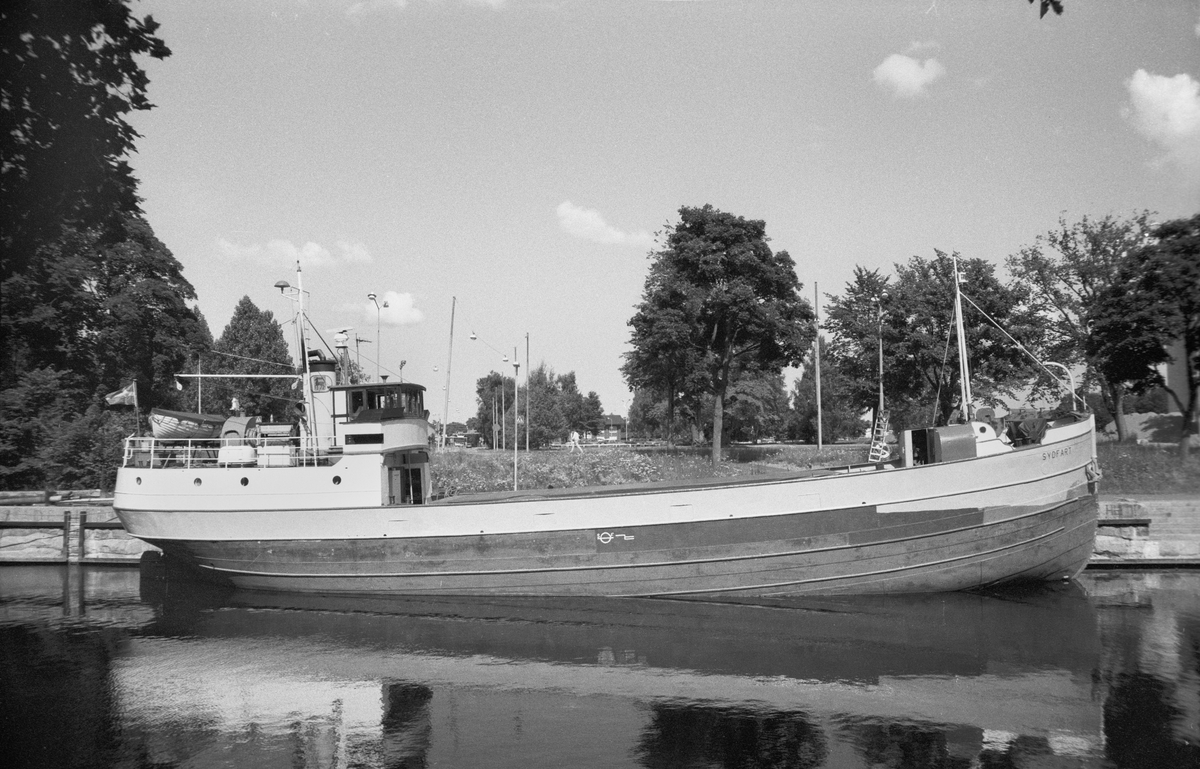
Sydfart (1985)